# Strombus pugilis
Strombus pugilis (nomeada, em inglês, West Indian fighting conch; em castelhano, caracol canelo ou lancetita; em português, no Brasil, preguari, com diversas variações ao redor deste nome, como perigoari ou periguari, peguari, praguari e taguari; além de ser conhecida como atapú e lingueta; em Portugal, estrombo-lutador-das-Índias-Ocidentais) é uma espécie de molusco gastrópode marinho pertencente à família Strombidae. Foi classificada por Carolus Linnaeus em 1758, na obra Systema Naturae (com sua localidade-tipo na Costa dos Mosquitos, Nicarágua; embora Moscatelli cite a Jamaica como localidade-tipo), sendo considerada a espécie-tipo do gênero Strombus. É nativa do oeste do oceano Atlântico; no sudeste da Flórida (EUA), golfo do México, mar do Caribe, norte da América do Sul e por toda a costa brasileira.

## Descrição da concha
Conchas de 6 a 10 centímetros, de coloração alaranjada a salmão e constantemente apresentando uma mancha de coloração púrpura na região do canal sifonal, com sua espiral pouco destacada, porém visível, contendo de 8 a 9 voltas com projeções similares a espinhos e com a sua última volta formando uma aba dotada de lábio externo engrossado, quando desenvolvidas. Sua columela é brilhante e suas primeiras voltas são dotadas de costelas axiais, ao invés de projeções espiniformes, o que já o fez ser descrito como outra espécie: Drillia actinocycla Dall & Simpson, 1901. Indivíduos juvenís também apresentam lábio externo fino e podem ser confundidos pelo não-especialista com conchas do gênero Conus. Sua abertura apresenta um opérculo córneo que não fecha completamente sua entrada.

## Habitat, hábitos e uso
Strombus pugilis ocorre em águas rasas, entre 2 a 20 metros de profundidade e em substrato arenoso-lodoso, onde se alimentam de algas microscópicas (ou macroscópicas, como Halymenia) e detritos vegetais. Quando lançados à praia, tendem a dar saltos para retornar ao ambiente marinho, daí provindo o seu nome comum em inglês West Indian fighting conch ("concha lutadora das Índias Ocidentais"). Esta espécie comum é utilizada pelo Homem como alimento, podendo ser encontrada nos sambaquis litorâneos, além de ser utilizada em artesanato, na indústria de cal e para o colecionismo. Na medicina tradicional do nordeste do Brasil, o animal de Strombus pugilis é usado como zooterápico para a confecção de um caldo afrodisíaco.

## Análise taxonômica das espécies do Atlântico e Pacífico Oriental
Durante o século XX no gênero Strombus, análises posteriores do início do século XXI concluíram que Lobatus seria o primeiro táxon disponível para a inclusão de um grupo de grandes e pesados Strombidae do oeste do Atlântico e leste do Pacífico, que excetuavam as espécies Strombus pugilis, Strombus alatus e Strombus gracilior. Tal situação fora mantida até o ano de 2020, envolvendo cinco espécies, quando uma minuciosa análise taxonômica por Maxwell et al., "Towards Resolving the American and West African Strombidae (Mollusca: Gastropoda: Neostromboidae) Using Integrated Taxonomy", definiu as espécies extantes do leste do Pacífico até o oeste da costa africana sob a seguinte nomeclatura:
Gênero Aliger Thiele, 1929
Espécie Aliger gallus (Linnaeus, 1758) - Sin. Lobatus gallus
Espécie Aliger gigas (Linnaeus, 1758) - Sin. Lobatus gigas
Gênero Lobatus [Swainson], 1837
Espécie Lobatus peruvianus (Swainson, 1823)
Espécie Lobatus raninus (Gmelin, 1791)
Gênero Macrostrombus Petuch, 1994
Espécie Macrostrombus costatus (Gmelin, 1791) - Sin. Lobatus costatus
Gênero Persististrombus Kronenberg & H. G. Lee, 2007
Espécie Persististrombus granulatus (Swainson, 1822)
Gênero Strombus Linnaeus, 1758
Espécie Strombus alatus Gmelin, 1791
Espécie Strombus gracilior G. B. Sowerby I, 1825
Espécie Strombus pugilis Linnaeus, 1758
Gênero Thetystrombus Dekkers, 2008
Espécie Thetystrombus latus (Gmelin, 1791)
Gênero Titanostrombus Petuch, 1994
Espécie Titanostrombus galeatus (Swainson, 1823) - Sin. Lobatus galeatus
Espécie Titanostrombus goliath (Schröter, 1805) - Sin. Lobatus goliath